# Distretto di La Arena
Il distretto di La Arena è uno dei nove distretti della provincia di Piura, in Perù. Si trova nella regione di Piura e si estende su una superficie di 160,22 chilometri quadrati.

Istituito il 15 giugno 1920, ha per capitale la città di La Arena; nel censimento 2005 contava 34.110 abitanti.